# Камеяма
Император Камеяма (亀山天皇) е 90-ият император на Япония. Роден на 9 юли 1249 г., Камеяма се възкачва на престола през 1260 г., след като брат му Го-Фукакуса абдикира. Самият Камеяма абдикира през 1274 г. Умира на 4 октомври 1305 г.
Потомците на тези императори по-късно образували две съпернически императорски династии, които се борели за престола по време на ранния период на епохата Муромачи. На юг били наследниците на Камеяма, а на север – на Го-Фукакуса.
По време на своето царуване Камеяма основава будисткия храм Нанзенджи. Там прекарва остатъка от своя живот.